# Gungnir (videogioco)
Gungnir: Inferno of the Demon Lance and the War of Heroes (グングニル -魔槍の軍神と英雄戦争-?, Gunguniru: Masou no Gunjin to Eiyuu Sensou) è un videogioco di ruolo sviluppato da Sting Entertainment e pubblicato nel 2011 da Atlus per PlayStation Portable e PlayStation Vita. Il gioco è il nono titolo della serie Dept. Heaven.

## Modalità di gioco
Gungnir combina meccaniche di gioco dei JRPG con i strategici a turni, in maniera simile a Final Fantasy Tactics e Tactics Ogre: Let Us Cling Together.